# Hebron
Hebron (tiếng Ả Rập: الْخَلِيل al-Khalīlⓘ hoặc خَلِيل الرَّحْمَن Khalīl al-Raḥmān;; tiếng Hebrew: חֶבְרוֹן Ḥevronⓘ) là một thành phố của Palestine nằm ở phía nam Bờ Tây, cách Jerusalem 30 km về phía nam. Nó nằm trong dãy núi Juda ở độ cao 930 mét (3.050 ft) so với mực nước biển. Đây là thành phố lớn nhất Bờ Tây và lớn thứ hai trong lãnh thổ Palestine chỉ sau Gaza, là quê hương của 215.452 người Palestine (thống kê 2016). và khoảng 500 đến 850 người định cư Do Thái tập trung bên trong và xung quanh khu phố cổ. Thành phố được chia thành hai khu vực, trong khi H1 do Palestine quản lý thì H2 chiếm khoảng 20% thành phố do Israel quản lý. Tất cả thỏa thuận an ninh và giấy phép đi lại cho người dân địa phương được phối hợp bởi Palestine và Israel thông qua Quân đội của Bờ Tây (COGAT). Những người định cư do chính cơ quan thành phố của họ quản lý, cụ thể ở đây chính là Ủy ban Cộng đồng Do Thái Hebron. Thành phố này được tôn kính bởi những người Do Thái, Ki tô hữu và cả người Hồi giáo do mối liên kết của nó với Abraham. Đây là nơi có các điểm chôn lấp truyền thống trong Kinh Thánh và cũng là nơi chôn cất của các Tổ phụ Do Thái tại Nhà thờ Hồi giáo Ibrahimi. Trong Do Thái giáo, nó được coi là thành phố linh thiêng thứ hai chỉ sau Jerusalem, trong khi Hồi giáo coi nó là một trong bốn thành phố linh thiêng.
Hebron là một trung tâm thương mại bận rộn ở Bờ Tây, nó là nơi chịu trách nhiệm cho khoảng một phần ba tổng sản phẩm quốc nội của khu vực, chủ yếu là từ việc khai thác đá cẩm thạch từ các mỏ. Hebron cũng là vùng đất nổi tiếng với nho, sung, đá vôi, gốm sứ, kính thủy tinh và là nơi có nhà máy sản xuất sữa lớn, Al-Junaidi. Phố cổ của Hebron được đặc trưng bởi những con đường nhỏ, quanh co, những ngôi nhà bằng đá và các chợ bán hàng cũ. Thành phố có trường Đại học Hebron và Đại học Bách khoa Palestine.
Các thị trấn gần Hebron gồm có Dura, Yatta và Ad-Dhahiriya. Hebron cũng là đơn vị hành chính có diện tích lớn nhất và đông dân nhất của Nhà nước Palestine (997 km vuông với dân số 600.364 người năm 2010).

## Từ nguyên
Cái tên "Hebron" dường như bắt nguồn từ hai ngôn ngữ Semit Tây Bắc, kết hợp lại dưới dạng ḥbr được phản ánh trong tiếng Do Thái và tiếng Amorite, với ý nghĩa cơ bản là "đoàn kết" và bao hàm nhiều ý nghĩa từ "đồng nghiệp" đến "bạn bè". Trong tên riêng Hebron, ý nghĩa ban đầu có thể là liên minh.
Tên gọi trong tiếng Ả Rập bắt nguồn từ tên gọi trong Kinh Qur'an dành cho Abraham, Khalil al-Rahman (إبراهيم خليل الرحمن) "Người yêu dấu của Người nhân hậu" hay "Người bạn của Chúa". Do đó, Al-Khalil trong tiếng Ả Rập là cách dịch chính xác của địa danh tiếng Do Thái cổ Ḥebron, được hiểu là ḥaḇer (người bạn).

## Khí hậu
| Dữ liệu khí hậu của Hebron, Palestine (2007-2018) | Dữ liệu khí hậu của Hebron, Palestine (2007-2018) | Dữ liệu khí hậu của Hebron, Palestine (2007-2018) | Dữ liệu khí hậu của Hebron, Palestine (2007-2018) | Dữ liệu khí hậu của Hebron, Palestine (2007-2018) | Dữ liệu khí hậu của Hebron, Palestine (2007-2018) | Dữ liệu khí hậu của Hebron, Palestine (2007-2018) | Dữ liệu khí hậu của Hebron, Palestine (2007-2018) | Dữ liệu khí hậu của Hebron, Palestine (2007-2018) | Dữ liệu khí hậu của Hebron, Palestine (2007-2018) | Dữ liệu khí hậu của Hebron, Palestine (2007-2018) | Dữ liệu khí hậu của Hebron, Palestine (2007-2018) | Dữ liệu khí hậu của Hebron, Palestine (2007-2018) | Dữ liệu khí hậu của Hebron, Palestine (2007-2018) |
| Tháng                                             | 1                                                 | 2                                                 | 3                                                 | 4                                                 | 5                                                 | 6                                                 | 7                                                 | 8                                                 | 9                                                 | 10                                                | 11                                                | 12                                                | Năm                                               |
| ------------------------------------------------- | ------------------------------------------------- | ------------------------------------------------- | ------------------------------------------------- | ------------------------------------------------- | ------------------------------------------------- | ------------------------------------------------- | ------------------------------------------------- | ------------------------------------------------- | ------------------------------------------------- | ------------------------------------------------- | ------------------------------------------------- | ------------------------------------------------- | ------------------------------------------------- |
| Cao kỉ lục °C (°F)                                | 24.5 (76.1)                                       | 25.0 (77.0)                                       | 31.0 (87.8)                                       | 34.0 (93.2)                                       | 36.0 (96.8)                                       | 37.6 (99.7)                                       | 36.8 (98.2)                                       | 39.0 (102.2)                                      | 36.0 (96.8)                                       | 34.5 (94.1)                                       | 29.5 (85.1)                                       | 26.6 (79.9)                                       | 39.0 (102.2)                                      |
| Trung bình ngày tối đa °C (°F)                    | 11.4 (52.5)                                       | 13.2 (55.8)                                       | 16.5 (61.7)                                       | 20.7 (69.3)                                       | 25.0 (77.0)                                       | 27.5 (81.5)                                       | 29.2 (84.6)                                       | 29.4 (84.9)                                       | 27.8 (82.0)                                       | 24.4 (75.9)                                       | 20.0 (68.0)                                       | 14.9 (58.8)                                       | 21.7 (71.0)                                       |
| Trung bình ngày °C (°F)                           | 8.3 (46.9)                                        | 10.0 (50.0)                                       | 12.3 (54.1)                                       | 15.8 (60.4)                                       | 19.6 (67.3)                                       | 22.0 (71.6)                                       | 23.7 (74.7)                                       | 23.9 (75.0)                                       | 22.1 (71.8)                                       | 19.5 (67.1)                                       | 14.8 (58.6)                                       | 10.7 (51.3)                                       | 16.9 (62.4)                                       |
| Tối thiểu trung bình ngày °C (°F)                 | 5.4 (41.7)                                        | 6.6 (43.9)                                        | 8.6 (47.5)                                        | 11.4 (52.5)                                       | 15.3 (59.5)                                       | 17.5 (63.5)                                       | 19.2 (66.6)                                       | 19.6 (67.3)                                       | 17.8 (64.0)                                       | 15.9 (60.6)                                       | 11.3 (52.3)                                       | 7.0 (44.6)                                        | 13.0 (55.3)                                       |
| Thấp kỉ lục °C (°F)                               | −3.8 (25.2)                                       | −2.0 (28.4)                                       | −1.0 (30.2)                                       | 3.0 (37.4)                                        | 6.6 (43.9)                                        | 11.0 (51.8)                                       | 14.0 (57.2)                                       | 15.0 (59.0)                                       | 12.0 (53.6)                                       | 9.6 (49.3)                                        | 4.0 (39.2)                                        | −2.5 (27.5)                                       | −3.8 (25.2)                                       |
| Lượng mưa trung bình mm (inches)                  | 138.2 (5.44)                                      | 108.6 (4.28)                                      | 49.9 (1.96)                                       | 15.4 (0.61)                                       | 4.7 (0.19)                                        | 0.0 (0.0)                                         | 0.0 (0.0)                                         | 0.0 (0.0)                                         | 1.4 (0.06)                                        | 18.8 (0.74)                                       | 40.1 (1.58)                                       | 95.1 (3.74)                                       | 472.0 (18.58)                                     |
| Số ngày mưa trung bình                            | 10.0                                              | 9.0                                               | 5.2                                               | 3.5                                               | 1.3                                               | 0.0                                               | 0.0                                               | 0.0                                               | 0.7                                               | 2.6                                               | 5.4                                               | 7.7                                               | 45.4                                              |
| Độ ẩm tương đối trung bình (%)                    | 73.0                                              | 69.5                                              | 63.9                                              | 56.3                                              | 52.4                                              | 55.0                                              | 56.5                                              | 60.6                                              | 68.0                                              | 66.6                                              | 67.8                                              | 71.2                                              | 63.4                                              |
| Số giờ nắng trung bình tháng                      | 164.3                                             | 156.7                                             | 214.5                                             | 261.3                                             | 313.1                                             | 337.9                                             | 363.8                                             | 346.9                                             | 279.3                                             | 243.2                                             | 186.5                                             | 165.7                                             | 3.033,2                                           |
| Phần trăm nắng có thể                             | 52                                                | 51                                                | 59                                                | 68                                                | 74                                                | 80                                                | 85                                                | 85                                                | 77                                                | 70                                                | 60                                                | 53                                                | 69                                                |
| Nguồn: Cục Khí tượng Palestine                    |                                                   |                                                   |                                                   |                                                   |                                                   |                                                   |                                                   |                                                   |                                                   |                                                   |                                                   |                                                   |                                                   |

## Thành phố kết nghĩa
Hebron kết nghĩa với:
- Amman, (Jordan)
- Beyoğlu, (Thổ Nhĩ Kỳ)
- Bursa,  (Thổ Nhĩ Kỳ)
- Casablanca, Maroc
- Derby, Anh[28]
- Fes,(Maroc)
- Jajmau (Ấn Độ)
- Keçiören, (Thổ Nhĩ Kỳ)
- Kraljevo, Serbia[29]
- Medina, (Ả Rập Xê Út)
- Saint-Pierre-des-Corps, (Pháp)
- Şanlıurfa,(Thổ Nhĩ Kỳ)
- Nghĩa Ô, (Trung Quốc)